# Anomala fulvofusca
Anomala fulvofusca är en skalbaggsart som beskrevs av Ohaus 1915. Anomala fulvofusca ingår i släktet Anomala och familjen Rutelidae. Inga underarter finns listade i Catalogue of Life.